# Very High Speed Integrated Circuit
VHSIC (abréviation de l'anglais Very High Speed Integrated Circuits) était une initiative du département de la Défense des États-Unis datant des années 1980 visant à développer les circuits électroniques intégrés à très haute vitesse.
Cette initiative est l'origine de nombreuses avancées dans le domaine de la micro-électronique, aussi bien sur les procédés lithographiques, l'assemblage que sur les outils de CAO. Ce programme est à l'origine du langage VHDL.